# Яблонов (Черкасская область)
Я́блонов (укр. Яблунів) — село в Каневском районе Черкасской области Украины.
Население по переписи 2001 года составляло 483 человека. Почтовый индекс — 19032. Телефонный код — 4736.
В селе родился Герой Советского Союза Иван Зорин.

## Местный совет
19032, Черкасская обл., Каневский р-н, c. Яблонов